# 11021 Foderà
(11021) Fodera, denumire internațională (11021) Foderà, este un asteroid din centura principală de asteroizi.

## Descriere
11021 Foderà este un asteroid din centura principală de asteroizi. A fost descoperit pe 12 ianuarie 1986 la Stația Anderson Mesa de Edward L. G. Bowell. Asteroidul prezintă o orbită caracterizată de o semiaxă mare de 3,16 ua, o excentricitate de 0,16 și o înclinație de 19,2° în raport cu ecliptica.